# ササモト
ササモトは、千葉県匝瑳市を拠点として、観光バスを運行するバス事業者。

## 概説
レンタカーを前身とする、いわゆる新免に属する。観光バス、成田空港近郊ホテルのインバウンド輸送などを行っている。
車両については、大型車は最近導入されたものは深緑のボディカラーに統一しつつあるが、中古車の一部は奈良交通の面影を残しているものもある。

## 事業所
- 千葉県匝瑳市上谷中2238-8